# Индустриальный район (Пермь)
Индустриа́льный райо́н — один из семи районов Перми.

## География
Площадь района 61,88 км². Район занимает юго-западную часть города. Значительную часть территории района занимает Осенцовский промузел (Лукойл-пермнефтеоргсинтез, Сибур-Химпром, ТЭЦ-9, станция Осенцы).
Естественными границами района являются: с севера — Черняевский лес (разделен между Индустриальным и Дзержинским районами), с востока — долина реки Данилихи. С юга и запада границей района является граница города Перми.
Основные магистрали района проложены в широтном направлении: шоссе Космонавтов, улицы Мира, Свиязева, проспект Декабристов. Главные меридиональные магистрали: улицы Карпинского (меняет своё направление), Советской Армии, Леонова.
Район полностью расположен в левобережной части Перми и не прилегает к Каме. По его территории протекает река Мулянка. Часть территории района занимают Черняевский и Андроновский леса.
В состав Индустриального района входят микрорайоны: Авиагородок, Балатово, Бахаревка, Субботино, Верхние Муллы, Ераничи, Малое Субботино, Нагорный, Новоплоский, Осенцы, Первомайский. Также можно выделить бывшую деревню Кокорята.

## История
Индустриальный район был образован указом Президиума Верховного Совета РСФСР 31 марта 1972 года и стал седьмым по счёту районом Перми. Район был образован путём выделения его из состава Дзержинского района, население которого к тому времени достигло 215 000 человек. Численность населения созданного таким образом района составила 128 000 человек. Границы района были определены решением Пермского облисполкома. В апреле 1972 года был избран первый председатель райисполкома  Анатолий Герасимович Уваров.

## Население
| 1979     | 1989     | 2002     | 2006     | 2007     | 2009     | 2010     | 2012     | 2013     |
| -------- | -------- | -------- | -------- | -------- | -------- | -------- | -------- | -------- |
| 158 052  | ↗174 503 | ↘160 039 | ↘159 800 | ↗160 200 | ↗160 403 | ↘157 575 | ↗159 734 | ↗162 981 |
| 2014     | 2015     | 2016     | 2017     | 2018     | 2019     | 2020     | 2021     | 2023     |
| ↗165 116 | ↗167 137 | ↗167 971 | ↗168 956 | ↗169 588 | ↗170 053 | ↗170 304 | ↘169 483 | ↘168 349 |

Индустриальный район — третий в Перми по численности населения. Население района составляет 16.38 % населения Перми.

## Основные учреждения культуры
- Дворец культуры имени Ю. А. Гагарина
- Пермский дом народного творчества (быв. Дворец культуры ППФ Гознака)
- Бывший аэропорт Бахаревка — место регулярного проведения музыкального фестиваля «Rock-Line» и других массовых фестивалей

## Спортивные объекты
- Спортивный комплекс им В. П. Сухарева, бывш. «Нефтяник» :Футбольное поле, ледовый дворец, теннисные корты, легкоатлетический манеж, тренажерные залы, фитнесс, бильярд,
- Спортивный комплекс «Олимпия»
- Специализированная школа олимпийского резерва (шотокан карате-до)

## Парки
- Парк культуры и отдыха (Черняевский лес)
- Сквер Миндовского
- Парк Победы (заложен в 1985 году)

## Промышленность
Своё название район получил благодаря тому, что в его юго-восточной части находится крупный промышленный узел «Осенцы», в который входят крупные предприятия:
- ООО «Лукойл-Пермнефтеоргсинтез» — нефтепереработка
- ООО «Лукойл-Пермнефтегазпереработка» — газопереработка
- ЗАО «Сибур-Химпром» — химическое производство
- АО «Минеральные удобрения» — химическое производство
- ООО «ГСИ-Пермнефтегазстрой» — промышленное строительство и ремонт
- ООО «Спецнефтетранс» — услуги транспорта и спецтехники
- Теплоэлектроцентраль ТЭЦ-9
- ООО "МИРА" — производство зарядных станций для электротранспорта и электронных компонентов для оборудования ЭХЗ

Также в Индустриальном районе находятся:
- Пермская печатная фабрика ФГУП «Гознак»
- ООО «Пермский электромеханический завод»
- ПАО «Морион» — производство оборудования связи